# 大通镇 (铜陵市)
大通镇，是中华人民共和国安徽省铜陵市郊区下辖的一个乡镇级行政单位。
大通镇历史上曾为长江沿岸重要商埠，已被列为中国历史文化名镇。大通镇与和悦洲为历史保护区。

## 行政区划
大通镇下辖以下地区：
澜溪社区、河南嘴社区、光荣社区、福光社区、黎明社区、永平村、和悦村、新一村、大院村、金华村、民主村和新建村。